# Дилонвејл (округ Хамилтон, Охајо)
Дилонвејл (енгл. Dillonvale, Hamilton County) насељено је место без административног статуса у америчкој савезној држави Охајо.

## Демографија
По попису из 2010. године број становника је 3.474, што је 242 (-6,5%) становника мање него 2000. године.
| Група             | 2000.         | 2010.         |
| Белци             | 3.555 (95,7%) | 3.239 (93,2%) |
| Афроамериканци    | 60 (1,6%)     | 115 (3,3%)    |
| Азијати           | 15 (0,4%)     | 29 (0,8%)     |
| Хиспаноамериканци | 37 (1,0%)     | 44 (1,3%)     |
| Укупно            | 3.716         | 3.474         |